# Лакулеце (Дамбовица)
Лакулеце (рум. Lăculețe) насеље је у Румунији у округу Дамбовица у општини Глодени. Oпштина се налази на надморској висини од 356 m.

## Становништво
Према подацима из 2002. године у насељу је живело 936 становника, од којих су сви румунске националности.